# Tarzan, Herr des Dschungels
Tarzan, Herr des Dschungels (Originaltitel: Tarzan, Lord of the Jungle) ist eine US-amerikanische Zeichentrickserie, die zwischen 1976 und 1980 produziert wurde.

## Handlung
Die Serie dreht sich um die titel-gebende Figur Tarzan. So hat ein Sturm dafür gesorgt, dass die Schiffe der Wikinger an die afrikanische Küste getrieben wurde. Nun erbauen sie in den Tiefen des Dschungels ein Dorf. Dabei entdecken sie Tarzan, der sich eher wie ein Affe als ein Mensch verhält, da er von Baum zu Baum schwingt und sich gut mit manchen Tieren versteht. So entscheiden sie sich dazu ihn als Sklaven gefangen zu nehmen und erteilen ihm die Aufgabe Karina, die Tochter des Dorfältesten, zu beschützen. Sie soll den machthungrigen Torvald heiraten und seine Frau werden, doch Tarzan bemerkt, dass diese etwas Böses im Schilde führt und versucht dies zu verhindern.

## Produktion und Veröffentlichung
Die Serie wurde zwischen 1976 und 1980 von Filmation in den Vereinigten Staaten produziert und wird von Warner Bros. Television vermarktet. Dabei sind 4 Staffeln mit 37 Folgen entstanden.
Erstmals wurde die Serie von dem 11. September 1976 bis zu dem 6. September 1980 auf CBS ausgestrahlt. Die deutsche Erstausstrahlung fand am 18. Juli 1978 auf dem Fernsehsender ZDF statt und wurde dort bis 1982 ausgestrahlt. Die vierte Staffel wurde allerdings nicht auf Deutsch ausgestrahlt. Die Serie wurde außerdem auf VHS veröffentlicht.

## Episodenliste

### Staffel 1
| Folge (gesamt) | Folge (Staffel) | deutscher Titel               | deutsche Erstausstrahlung | Originaltitel                             |
| 1              | 01              | Wikinger im Dschungel         | 18. Juli 1978             | Tarzan And The Vikings                    |
| 2              | 02              | Vater der Diamanten           | 25. Juli 1978             | Tarzan And The Forbidden City             |
| 3              | 03              | Besuch aus dem Weltall        | 1. August 1978            | Tarzan And The Strange Visitors           |
| 4              | 04              | Die Elfenbeinstadt            | 8. August 1978            | Tarzan And The Graveyard Of The Elephants |
| 5              | 05              | Fauler Zauber                 | 22. August 1978           | Tarzan And The City Of Sorcery            |
| 6              | 06              | Im Land der Finsternis        | 29. August 1978           | Tarzan At The Earth’s Core                |
| 7              | 07              | Olympiade im Dschungel        | 5. September 1978         | Tarzan And The Olympiads                  |
| 8              | 08              | Eine Affenschande             | 12. September 1978        | Tarzan And The Golden Lion                |
| 9              | 09              | Die goldene Stadt             | 19. September 1978        | Tarzan And The City Of Gold               |
| 10             | 10              | Flucht aus der goldenen Stadt | 26. September 1978        |                                           |
| 11             | 11              | Rückkehr in die goldene Stadt | 3. Oktober 1978           | Tarzan’s Return To The City Of Gold       |
| 12             | 12              | Im Land der Giganten          | 10. Oktober 1978          | Tarzan And The Land Of The Giants         |
| 13             | 13              | Die Ritter von Nimmur         | 17. Oktober 1978          | Tarzan And The Knights Of Nimmr           |
| 14             | 14              | Der Doppelgänger              | 24. Oktober 1978          | Tarzan’s Rival                            |
| 15             | 15              | Der Sklaventreiber            | 7. November 1978          | Tarzan And The Olympiads                  |
| 16             | 16              | Der Rivale vom anderen Stern  | 14. November 1978         | Tarzan’s Trial                            |
| 17             | 17              | Der Eiszeitriese              | 21. November 1978         | Tarzan And The Ice Creature               |

### Staffel 2
| Folge (gesamt) | Folge (Staffel) | deutscher Titel                            | deutsche Erstausstrahlung | Originaltitel                          |
| 18             | 01              | Tarzan und die Vogelmenschen               | 3. Februar 1981           | Tarzan And The Bird People             |
| 19             | 02              | Tarzan und die versunkene Stadt Atlantis   | 10. Februar 1981          | Tarzan And The Sunken City Of Atlantis |
| 20             | 03              | Tarzan und der Koloss von Zome             | 17. Februar 1981          | Tarzan And The Colossus Of Zome        |
| 21             | 04              | Tarzan und das Biest in der eisernen Maske | 24. Februar 1981          | Tarzan And The Beast In The Iron Mask  |
| 22             | 05              | Tarzan und die Amazonen-Prinzessin         | 3. März 1981              | Tarzan And The Amazon Princess         |
| 23             | 06              | Tarzan und die Eroberer                    | 10. März 1981             | Tarzan And The Conquistadors           |

### Staffel 3
| Folge (gesamt) | Folge (Staffel) | deutscher Titel                      | deutsche Erstausstrahlung | Originaltitel                        |
| 24             | 01              | Tarzan und das Spinnenvolk           | 17. März 1981             | Tarzan And The Spider People         |
| 25             | 02              | Tarzan und der Raumgott              | 31. März 1981             | Tarzan And The Space God             |
| 26             | 03              | Tarzan und die verlorene Welt        | 7. April 1981             | Tarzan And The Lost World            |
| 27             | 04              | Tarzan und der verschwundene Wald    | 21. April 1981            | Tarzan And The Haunted Forest        |
| 28             | 05              | Tarzan und die Insel des Dr. Morphus | 28. April 1981            | Tarzan And The Island Of Dr. Morphos |
| 29             | 06              | Tarzan und der Affengott             | 30. Juli 1982             | Tarzan And The Monkey God            |

### Staffel 4
| Folge (gesamt) | Folge (Staffel) | Originaltitel                         |
| 30             | 01              | Tarzan And The Sifu                   |
| 31             | 02              | Tarzan And Jane                       |
| 32             | 03              | Tarzan And The Land Beneath The Earth |
| 33             | 04              | Tarzan And The Drought                |
| 34             | 05              | Tarzan And The Soul Stealer           |
| 35             | 06              | Tarzan And The Future King            |
| 36             | 07              | Tarzan And The Huntress               |
| 37             | 08              | Tarzan And The White Elephant         |